# Modelo insumo-produto
Em economia, um  modelo insumo-produto, comumente chamado modelo de input-output, usa uma representação em matriz da economia de um país ou região, para prever o impacto de alterações numa indústria sobre as outras e dos consumidores, governo e fornecedores estrangeiros sobre a economia.
Ao economista russo Wassily Leontief (1906 - 1999) é creditado o desenvolvimento desta análise, com base no Tableau Économique de François Quesnay, e na clássica representação de uma economia fechada em dois setores de Karl Marx. Em essência, o trabalho de Léon Walras Elementos de economia pura sobre a teoria do equilíbrio geral é um precursor e a generalização do conceito de Leontief. A contribuição de Leontief foi conseguir simplificar os resultados de Walras de forma a poder ser implementado empiricamente. Leontief ganhou o prémio Nobel da Economia pelo seu desenvolvimento desse modelo.
A Associação Internacional Input-Output dedica-se ao avanço do conhecimento nesta área, incluindo "melhorias nos dados básicos; conhecimentos teóricos e modelagem; e aplicações (tradicionais e novas) das técnicas de input-output.

## Organização e aplicação do modelo
Input-output retrata as relações intersectoriais de uma economia. Mostra como o output de um setor é o input para outro setor. Leontief organizou esta informação sob a forma de uma matriz. Um determinado input é normalmente enumerado na coluna um setor e os seus outputs são enumeradas na sua linha correspondente. Este formato mostra, portanto,as relações de dependência de cada setorcom os restantes da economia, enquanto cliente e fornecedor.
Cada coluna da matriz input-output retrata o valor monetário de insumos de uma indústria e cada linha representa o valor das saídas de um setor.
Suponha que há três indústrias. A coluna 1 informa o valor de insumos para o setor 1 das indústrias 1, 2 e 3. As colunas 2 e 3, fazem o mesmo para essas indústrias. A linha 1 informa o valor das saídas da indústria 1 para os sectores industriais 1, 2 e 3. As linhas 2 e 3 fazam o mesmo para as outras indústrias.
Ao passo que a maioria dos usos da análise input-output foca-se num conjunto de matrizes de trocas intersectoriais, o atual foco da análise do ponto de vista da maioria dos organismos estatísticos nacionais, que produzem as tabelas, é a avaliação do desempenho do produto interno bruto. Por isso, as tabelas de input-output são uma parte instrumental das contas nacionais. Como sugerido acima, a tabela de input-output central relata apenas os bens intermediários e serviços que são trocados entre indústrias. Mas uma matriz de vetores linha, normalmente alinhados abaixo dessa matriz, registam entradas não-industriais da indústria, tais como pagamentos pelo trabalho; impostos indiretos de negócios; dividendos, juros e rendas; consumo de capital (depreciação); outros rendimentos relacionados com propriedade (como sejam os lucros); e as compras de fornecedores estrangeiros (importações). Ao nível nacional, embora excluir as importações depois de somadas é chamado de "origem do produto bruto" ou "produto interno bruto por indústria." Outra matriz de vetores coluna é chamada "procura final" ou "produto bruto consumido". Isso exibe as colunas das despesas pelas famílias, governos, alterações nos estoques do setor, investimento, bem como as exportações líquidas. (Ver também produto interno bruto). Em qualquer caso, empregando os resultados de um censo económico que pede a vendas, folhas de pagamento de salários e serviços/equipamentos/materiais de entrada de cada estabelecimento, os organismos estatísticos conseguem previsões dos lucros ao nível das indústrias usando a matriz de input-output como uma espécie de quadro de contabilização de partidas dobradas.